# Estola varicornis
Estola varicornis là một loài bọ cánh cứng trong họ Cerambycidae.